# Institut de recherche des Nations unies pour le développement social
L'Institut de recherche des Nations unies pour le développement social (UNRISD pour United Nations Research Institute For Social Development) est une institution autonome des Nations unies qui entreprend des recherches multidisciplinaires sur les dimensions sociales de problèmes contemporains du développement. Par ses recherches, l’UNRISD stimule le dialogue et, à l’intérieur comme à l’extérieur du système des Nations unies, alimente les débats politiques sur les grandes questions du développement social.

## Histoire
UNRISD a été créée en 1963 "pour mener des recherches sur les problèmes et les politiques de développement social, et les relations entre les divers types de développement social et le développement économique". Il a été initialement mis en place grâce à une subvention du gouvernement des Pays-Bas, et son premier président du conseil était l'éminent économiste Jan Tinbergen, qui a reçu le tout premier prix Nobel d'économie en 1969.
La recherche initiale de l'UNRISD est axée sur la conception d'indicateurs pour mesurer le développement non seulement en termes de croissance économique, mais aussi les facteurs sociaux, tels que la nutrition, la santé et l'éducation. En tant que tel, elle employait de nombreux statisticiens dans ses premières années. Un autre projet axé sur les coopératives au début comme un outil pour le développement, qui a produit des résultats controversés.
Dans les années 1970, la croissance de la population mondiale a rendu la production alimentaire, l'approvisionnement et, éventuellement, les systèmes alimentaires un sujet clé dans le développement. Le travail de l'UNRISD sur la soi-disant révolution verte (l'introduction de semences de céréales à haut rendement nouvellement élevés pour accroître la production alimentaire) a pris une vue généralement critique. Il a souligné le fait que la quantité de nourriture disponible était le seul facteur pour assurer les populations des pays en développement ne sont pas soumis à la faim. Les inégalités de pouvoir ayant un impact sur la distribution des denrées alimentaires ont joué un rôle clé dans la détermination qui a obtenu assez à manger et qui ne l'a pas.
Dans les années 1980, l'UNRISD a été croissante en taille, en termes de financement et de dotation en personnel. Son mandat diversifié pour couvrir les questions de participation et de réfugiés populaires, laissant peu à peu une partie de sa préoccupation du début, en statistiques, au second plan.
Dans les années 1990 UNRISD a prospéré. Un large éventail de sujets ont été abordés, allant de la violence politique à l'impact socio-économique des drogues illicites. La mondialisation dans le programme d'ajustement structurel dans les pays en développement de l'ère moderne ont provoqué des crises sociales que l'UNRISD a étudiées et critiqué, faisant valoir que les marchés non réglementés exigeaient un secteur public sain et une gouvernance stable pour fonctionner correctement.
Les questions environnementales ont pris fermement racine dans les débats de développement au cours de cette décennie. La position de l'UNRISD était généralement critique: quels que soient les avantages de la conservation, elle était souvent produite au détriment de la justice sociale et les moyens de subsistance des minorités.
Dans les années 2000, que la mondialisation a continué rapidement et les dimensions sociales ont commencé à être réintroduites avec un visage aux effets parfois catastrophiques de grande ampleur de la libéralisation économique, l'UNRISD a critiqué l'accent de la politique sociale étroite sur les filets de sécurité et le ciblage des groupes vulnérables, en faisant valoir place en faveur de la politique sociale transformatrice.